# Bataille de Nanshan
Guerre russo-japonaise
Batailles
- Port-Arthur (1re)
- Chemulpo
- Yalou
- Nanshan
- Te-li-Ssu
- Incident du Hitachi Maru
- Col de Motien
- Tashihchiao
- Port-Arthur (2e)
- Hsimucheng
- Mer Jaune
- Ulsan
- Korsakov
- Liaoyang
- Cha-Ho
- Sandepu
- Mukden
- Tsushima
- Invasion de Sakhaline

La bataille de Nanshan (en russe : Бой у Цзиньчжоу, voï na Tszintchjou (bataille de Jinzhou), en japonais : 南山の戦い, Nanzan no tatakai) est l'un des violents affrontements de la guerre russo-japonaise. Elle a lieu du 24 au 26 mai 1904 dans la province chinoise du Liaoning au nord de Port-Arthur. Bien que victorieux, les Japonais eurent à souffrir de pertes plus importantes que les Russes.

## Contexte
Après la victoire japonaise à la bataille du fleuve Yalou, l'armée impériale japonaise commandée par le général Oku Yasukata débarque sur la péninsule du Liaodong à 100 km de Port Arthur. La 2e armée est forte de 38 500 hommes répartis en trois divisions : la 1re, la 3e, et la 4e. Le débarquement est achevé le 5 mai 1904.
L'objectif des Japonais est de briser les positions défensives russes en s'emparant du port de Dalny et en faisant le siège de Port Arthur.
Le vice-roi russe Ievgueni Ivanovitch Alekseïev est rappelé à Moscou pour une consultation avec le tsar Nicolas II. Il laisse le major-général Anatoli Stoessel à la tête des forces terrestres russes dans la péninsule du Guandong, et l'amiral Wilhelm Withöft commandant la flotte russe de Port-Arthur. Comme il ne reçoit aucun ordre précis, l'amiral Withöft, indécis, laisse les Japonais débarquer sans opposer de résistance.
Le général Stoessel dispose d'environ 17 000 hommes et des 4e, 5e, 13e, 14e, et 15e régiments de fusiliers de Sibérie orientale. Environ 3 000 hommes du 5e régiment du colonel Nikolaï Tretiakov (en) érigent des positions fortifiées sur la colline de Nanshan où ils prévoient de résister malgré leur importante infériorité numérique. Les divisions de réserve sont commandées par le lieutenant-général Alexandre Foch, un ancien officier de police ayant gravi les échelons plus par soutien politique qu'au mérite. Les forces russes disposent de 114 pièces d'artillerie et mitrailleuses. Ils ont creusé un réseau de tranchées et de fils de fer barbelé. Les Japonais connaissent parfaitement la présence de ces fortifications, le colonel de renseignements japonais Doi ayant lui-même fait partie des centaines de « travailleur chinois » employés par les Russes pour construire ce réseau en 1903.

## Bataille

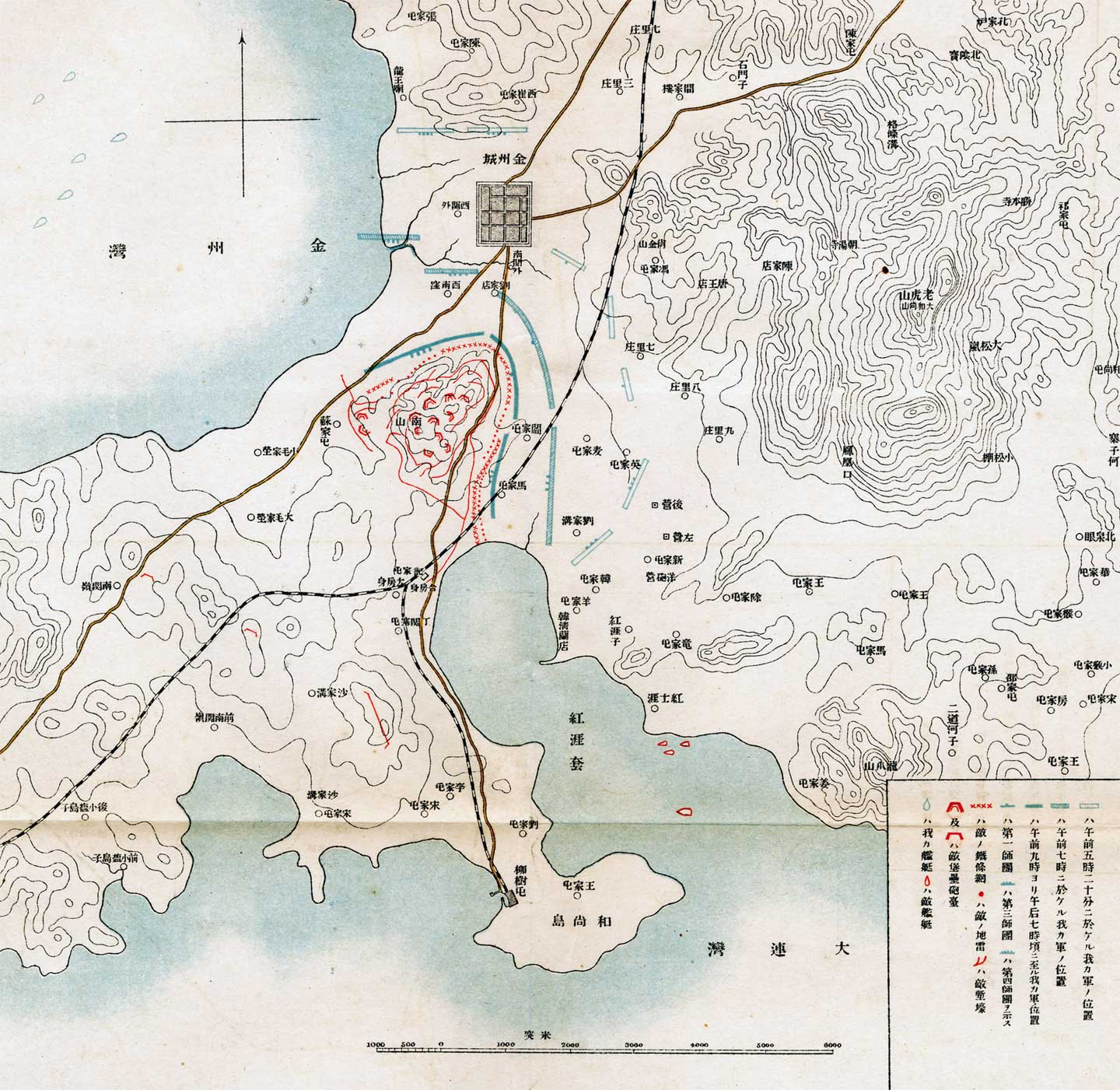
Carte japonaise de la bataille de Nanshan.

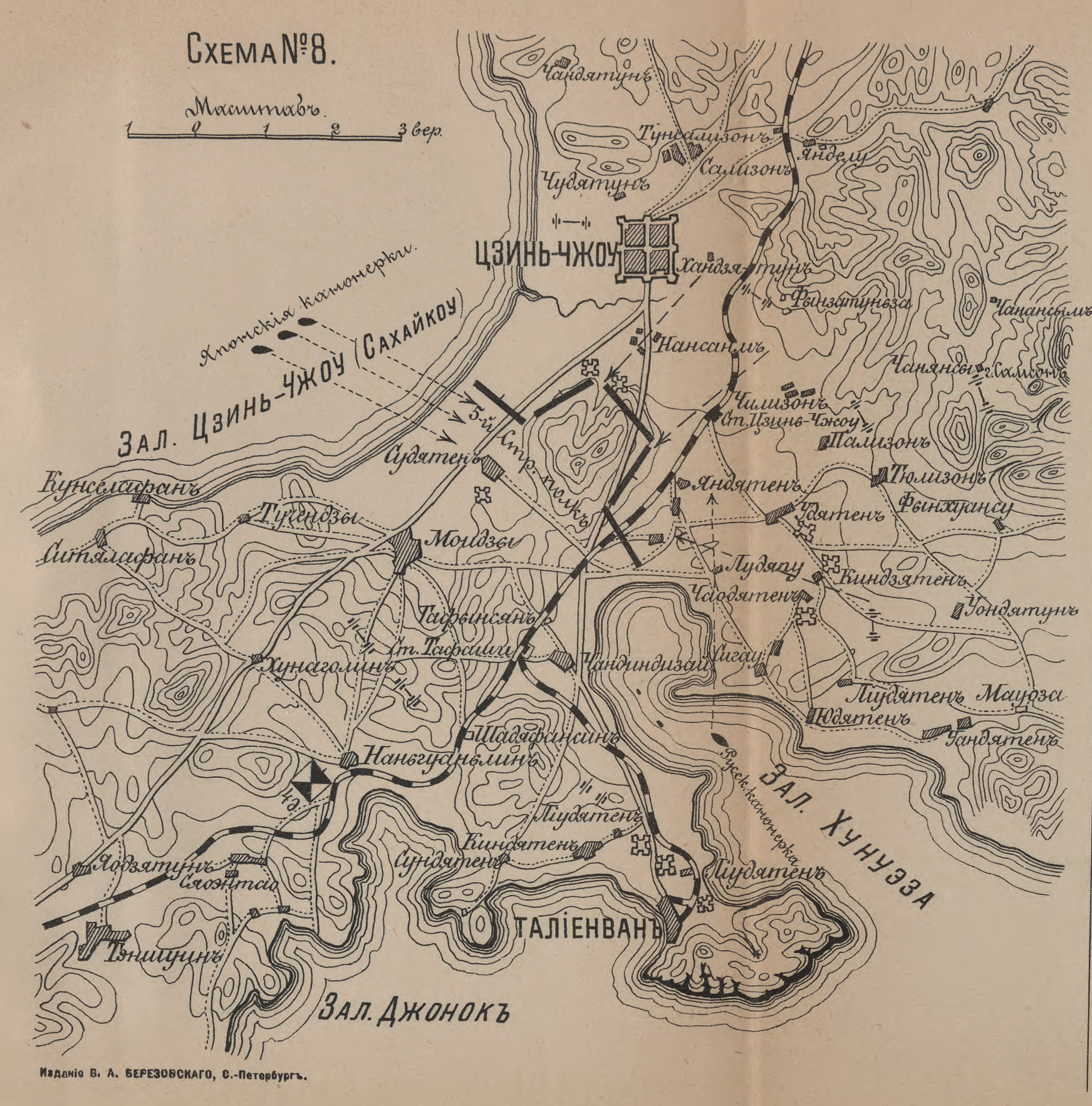
Carte russe de la bataille de Nanshan.

Le 24 mai 1904, en plein orage, la 4e division japonaise du lieutenant-général Ogawa Mataji attaque la ville fortifiée de Chinchou (actuelle Jinzhou) juste au nord de la colline de Nanshan. La ville n'est défendue que par 400 hommes équipés de canons dépassés, mais la 4e division échoue par deux fois à briser les portes. Deux bataillons de la 1re division attaquent indépendamment à 5h30 le 25 mai 1904, et percent finalement les défenses de la ville pour s'en emparer.
Une fois son flanc sécurisé, le général Oku peut commencer l'assaut principal sur les forces russes retranchées sur la colline de Nanshan. L'attaque est reportée au lendemain à cause du mauvais temps. Le 26 mai 1904, Oku commence avec un tir de barrage des canonnières japonaises stationnées au large, suivi par les assauts de trois divisions d'infanterie. Les mines, les mitrailleuses russes et les fils barbelés infligent de lourdes pertes aux Japonais lors des assauts répétés. À 18h, après neuf tentatives, les Japonais échouent à submerger les positions retranchées russes. Oku engage alors toutes ses réserves, et les deux camps utilisent la plupart de leur munition d'artillerie restante.
Ses appels au renfort restant sans réponses, le colonel Tretiakov est étonné de découvrir que les régiments de réserve non engagés font retraite et que ses propres réserves de munitions ont été épuisées par le général Foch, non seulement effrayé par un éventuel débarquement japonais entre sa position et le refuge de Port-Arthur, mais encore paniqué par une attaque sur son flanc de la part de la 4e division japonaise, pourtant lourdement touchée, le long de la côte Ouest. Dans sa course pour se replier, Foch oublie de transmettre à Tretiakov un ordre de retraite, et Tretiakov découvre que sa position est sur le point d'être encerclée, sans munitions ni force de réserve disponible pour une contre-attaque. Tretiakov n'a d'autre choix que de reculer jusqu'à la seconde ligne défensive.
À 19h20, le drapeau japonais flotte sur la colline de Nanshan. Tretiakov, qui a bien combattu et n'a perdu que 400 hommes durant la bataille, perd cependant 650 hommes dans sa retraite précipitée vers les lignes de défenses principales de Port-Arthur.

## Issue de la bataille
Les Russes perdent un total de 1 400 hommes tués, blessés ou disparus durant la bataille. Malgré un combat difficile et malgré des pertes s'élevant à 6 198 hommes, les Japonais peuvent prétendre à la victoire. Parmi les tués se trouvent cependant le fils aîné du général Nogi Maresuke.  Durant la bataille, les Japonais ont tiré 34 000 obus d'artillerie, plus que durant toute la première guerre sino-japonaise.
En raison de leur manque de munition, les Japonais ne peuvent repartir de la colline de Nanshan avant le 30 mai 1904. À leur étonnement, les Russes n'ont fait aucun effort pour tenir le port stratégique pourtant facilement défendable de Dalny, mais se sont au contraire repliés vers Port-Arthur. Bien que la ville ait été pillée par des habitants locaux, les équipements portuaires, les entrepôts, et les chantiers ferroviaires sont intacts.
Après que les Japonais eurent occupé Dalny, un mémorial fut érigé au sommet de la colline de Nanshan avec un poème du général Oku. Il fut démoli après la guerre du Pacifique et seules ses fondations existent encore aujourd'hui. Un morceau de la tablette en pierre est toujours exposée à la prison de Lushun à Dalian.